# Кхома

Кхома (дзонг-кэ མཁོ་མ་།) — посёлок, центр одноимённого гевога Кхома в Бутане в дзонгхаге Лхунце, расположенный в 7 км к северо-востоку от Лхунце-дзонга.
Деревня знаменита шёлком и текстилем, и открыта для посещения туристами, до деревни можно также доехать на автомобиле. В северной части гевога в трёх днях конного перехода от деревни Кхома находится Сингье-дзонг, небольшой монастырь, являющийся центром массового паломничества, так как связан с деятельностью Падмасамбхавы и Еше Цогьял.
В деревне производится особый вид шёлка — Кушутхара, известный по всему Бутану.

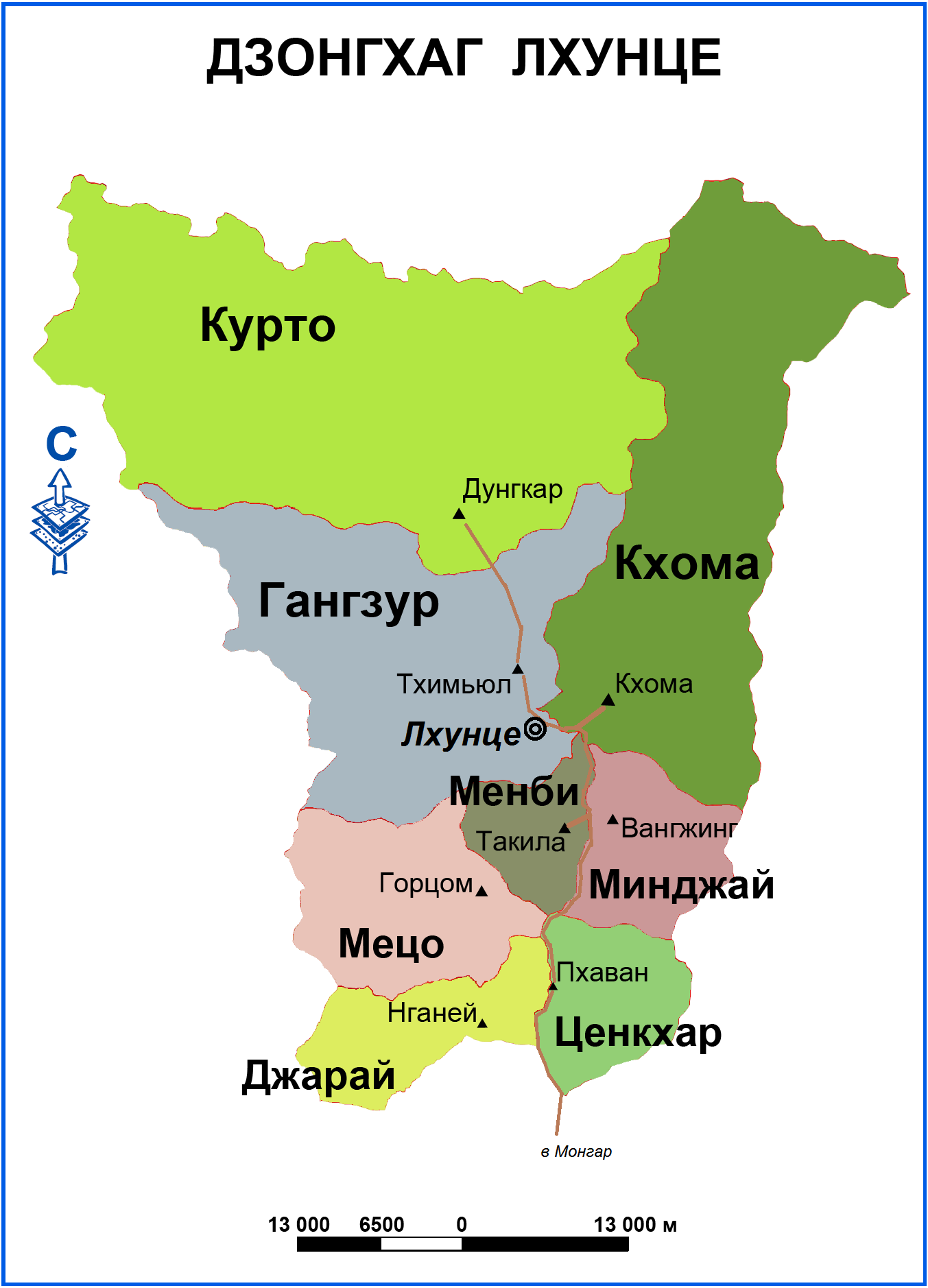
Гевоги Дзонгхага Лхунгце
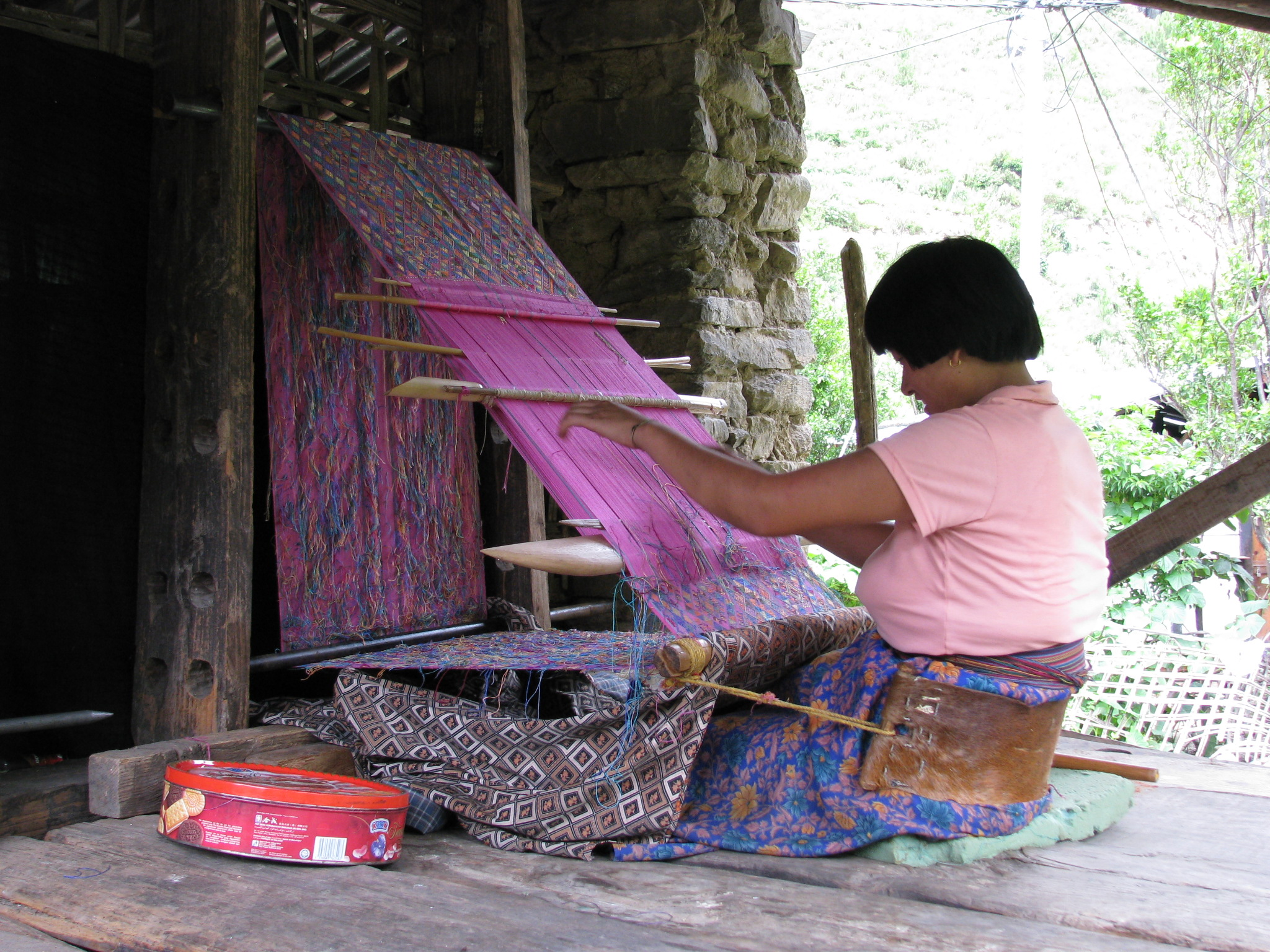
Ткачество в Бутане
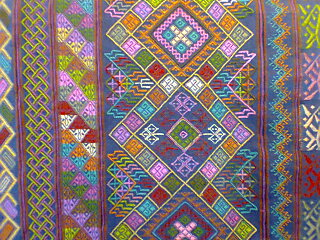
Шёлк Кушутхара